# Edward Geisler
Edward Tadeusz Geisler (ur. 29 października 1884 w Warszawie, zm. 7 października 1966 w Gdańsku) – inżynier mechanik, technolog, konstruktor środków produkcji, organizator procesów produkcyjnych, prekursor inżynierii organizacji produkcji. Profesor Politechniki Lwowskiej i prorektor Politechniki Gdańskiej.

## Życiorys
Urodził się w rodzinie ewangelicko-augsburskiej jako syn Gustawa Edwarda Geislera (1854-1933) i jego żony Józefą- Marją Bevensee (1863-1922). Po uzyskaniu średniego wykształcenia w Warszawie studiował na Politechnice w Rydze, którą ukończył w 1908, uzyskując dyplom inż. mechanika z odznaczeniem. Po dwuletnim stażu przemysłowym w Anglii w latach 1910–1911 powrócił do Warszawy, gdzie kierował fabryką maszyn „Bragop”. Wykładowca przedmiotu maszyny pomocnicze w ramach Kursów Wieczornych dla Techników (1906–1907) na Wydziale Technicznym Towarzystwa Kursów Naukowych w Warszawie. W latach 1906–1914 był także członkiem TKN. Równolegle prowadził wykłady w Szkole Technicznej Wawelberga i Rotwanda, znanej z przygotowywania na najwyższym poziomie inżynierów mechaników, kierowników fabryk i typowych „ruchowców”– organizatorów produkcji. W tym okresie rozpoczął publikowanie artykułów w prasie technicznej. W latach 1916–1917 był konstruktorem w fabryce obrabiarek S.A. Gerlach i Pulsat, która w wyniku działań wojennych została wywieziona z Warszawy do Charkowa. Po powrocie do Warszawy, rozpoczął pracę jako naczelnik technicznego biura Departamentu Artyleryjskiego Ministerstwa Spraw Wojskowych, opracowując projekt Zbrojowni Warszawskiej. 1 października 1921 objął na Politechnice Lwowskiej stanowisko profesora nadzwyczajnego, a w dwa lata później – profesora zwyczajnego (na stanowisku do września 1945). Jako kierownik Katedry Obróbki Metali na Wydziale Mechanicznym kierował się zasadami współdziałania techniki z organizacją, uwzględniającą czynnik ludzki.
Zakres zainteresowań naukowych Edwarda Geislera był rozległy. Oprócz konstruowania środków produkcji i projektowania procesów technologicznych, zajmował się zagadnieniami projektowania fabryk, metodyką określania kosztów wytwarzania, a nawet psychotechniką: w roku 1932 wydał podręcznik pt. „Podstawy osiągnięcia dochodowości w małych przedsiębiorstwach przemysłu metalowego” gdzie przedstawił m.in. obliczanie kosztów wytwarzania. W latach 1925–1926 zainicjował i zorganizował we Lwowie Instytut Psychotechniczny, któremu przewodniczył do końca 1939. Był autorem publikacji „Psychotechnika, jej drogi i cele”, „Obrabiarki do metali i praca na nich” czy „Obróbka skrawaniem”. W latach 1924–1939 był delegatem Senatu Politechniki Lwowskiej w Komisji Przemysłu Wojennego przy Ministerstwie Przemysłu i Handlu, a w 1935 w Komisji Ministerstwa Spraw Woskowych. Wspólnie z profesorem Płużańskim zbadał stan polskiego przemysłu obrabiarkowego i opracowali koncepcję jego rozwoju. Projekty te zostały wkrótce wykorzystane (1936–1939) w trakcie budowy Centralnego Okręgu Przemysłowego (COP). W rezultacie tych dokonań, został zaproszony do współpracy z fabryką H. Cegielski S.A. w Poznaniu jako doradca. Zbudowana w rekordowym czasie fabryka stanowiła poważny krok w dziedzinie usamodzielnienia się polskiego przemysłu obrabiarkowego. Edward Geisler brał także udział w projektowaniu nowej fabryki obrabiarek tej firmy w Rzeszowie. Członek Polskiego Towarzystwa Politechnicznego we Lwowie.
W roku 1945 przeniósł się do Gdańska, gdzie przystąpił do organizowania od podstaw Politechniki Gdańskiej. Kontynuując rozwój „lwowskiej szkoły inżynierskiego nurtu organizacji” wprowadził do programu nauczania Katedry Obrabiarek do Metali i Organizacji Zakładów Przemysłowych na Wydziale Mechanicznym następujące przedmioty: prowadzenie zakładów przemysłowych, projektowanie i urządzanie fabryk, planowanie obróbki i ekonomię. Jego zasługą było wprowadzenie jako przedmiotu obowiązkowego księgowości. Wprowadzone wówczas przedmioty stanowią dzisiaj dziedzinę zainteresowań różnych zakładów dydaktycznych, a nawet oddzielnych wydziałów i kierunków studiów. Z nich wywodzi się aktualny kierunek zarządzanie i marketing i ostatnio reaktywowany inżynierski nurt organizacji na kierunku zarządzanie i inżynieria produkcji. W latach 1957–1959 prof. Geisler był prezesem Gdańskiego Oddziału Towarzystwa Naukowego Organizacji i Kierownictwa, następnie działał w jego Radzie Naukowej jako członek honorowy Towarzystwa.

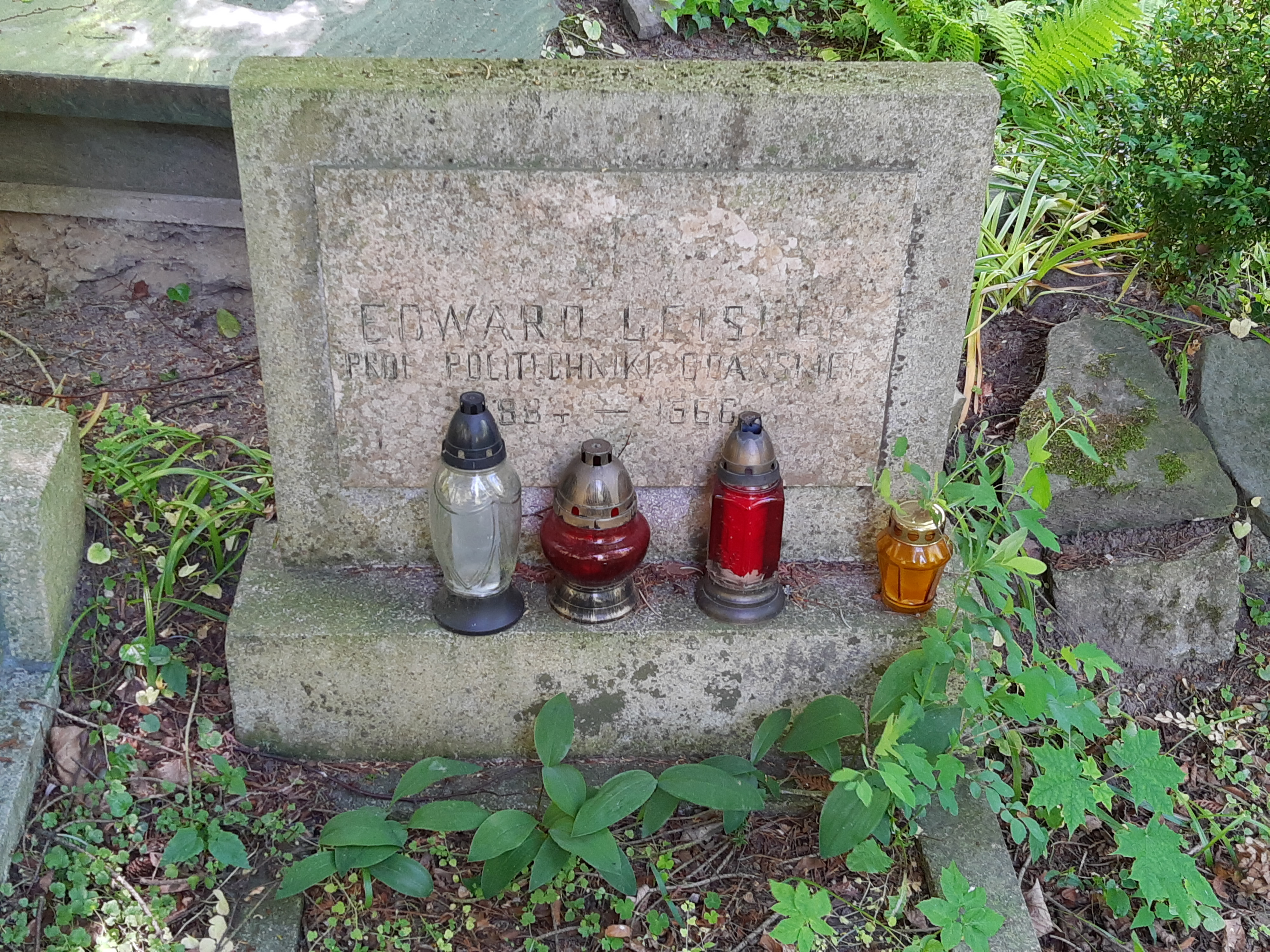
Grób prof. Edwarda Geislera na Cmentarzu Srebrzysko

Za zasługi w rozwoju polskiego przemysłu i za działalność naukową i dydaktyczną był wyróżniany nagrodami resortowymi.
Był współzałożycielem i działaczem Stowarzyszenia Inżynierów i Techników Mechaników Polskich.
Pochowany na gdańskim Cmentarzu Srebrzysko (rejon IX, kwatera profesorów, rząd 4, grób 21/22).

## Ordery i odznaczenia
- Krzyż Komandorski Orderu Odrodzenia Polski (11 listopada 1937)[6]
- Krzyż Oficerski Orderu Odrodzenia Polski (28 kwietnia 1926)[7]
- Medal 10-lecia Polski Ludowej (23 maja 1955)[8]

## Upamiętnienie
W budynku Wydziału Mechanicznego Politechniki Gdańskiej znajduje się Audytorium im. Profesora Edwarda Tadeusza Geislera.